# یواس‌اس انسرجنت (۱۷۹۹)
یواس‌اس انسرجنت (۱۷۹۹) (به انگلیسی: USS Insurgent (1799)) یک کشتی است که طول آن 45.5 metres می‌باشد. این کشتی در سال ۱۷۹۳ ساخته شد.